# Sandl
Sandl település Ausztriában, Felső-Ausztria tartományban, a Freistadti járásban, területe 58,4 km².

## Fekvése
Tengerszint feletti magassága 927 méter. Sandl Windhaag bei Freistadt, Pohorská Ves, Bad Großpertholz, Liebenau, Weitersfelden, Sankt Oswald bei Freistadt és Grünbach településekkel határos.

## Népesség
Lakosainak száma 1384 fő (2018. január 1.).